# Folha de S.Paulo
 (décembre 2019).
Si vous disposez d'ouvrages ou d'articles de référence ou si vous connaissez des sites web de qualité traitant du thème abordé ici, merci de compléter l'article en donnant les références utiles à sa vérifiabilité et en les liant à la section « Notes et références ».
Folha de S.Paulo, connu aussi sous le nom de Folha, est un quotidien brésilien fondé en 1921 sous le nom de Folha da Noite, et édité dans la ville de São Paulo par l’entreprise Folha da Manhã S.A.
Le journal est la base du Grupo Folha, conglomérat qui comprend Universo Online (UOL), le plus grand portail internet du pays, le journal Agora São Paulo, l’institut de sondages Datafolha, la maison d’édition Publifolha, le label Três Estrelas et l’imprimerie Plural.
Tout au long de son histoire, Folha est réputé pour être un journal plus souple et perméable aux aspirations de la société que ses principaux concurrents, identifiés aux élites politiques et économiques. Elle est passée par différentes phases et a donné la priorité à de différents publics – la classe moyenne urbaine, les propriétaires ruraux –, toujours en maintenant l’indépendance politique comme un de ses piliers éditoriaux.
Depuis 1986, Folha a la plus grande diffusion parmi les grands journaux quotidiens brésiliens – selon les données de l’IVC (Institut Vérificateur de Circulation) en janvier 2010, ce sont environ 279 000 exemplaires les jours de semaine et 329 000 les dimanches. À côté de O Estado de S. Paulo et de O Globo, Folha est considérée comme étant un des plus influents médias de presse quotidienne du Brésil. Parmi les journaux quotidiens, Folha possède ainsi le site d’informations avec le plus grand nombre de lecteurs.
Conservateur, Folha de S. Paulo se définit comme un journal d’opposition au gouvernement de Luiz Inácio Lula da Silva.

## Histoire
En opposition au principal journal de la ville, O Estado de S. Paulo, qui représentait l’élite rurale et assumait une position conservatrice, traditionnelle et rigide, Folha a toujours été, depuis sa fondation, un journal plus souple, plus fluide et plus perméable aux aspirations de la société.

### L'élitisme dans le contexte de la redémocratisation
Lors de l’élection présidentielle de 1989, le quotidien manifeste un vif mépris de classe à l'égard de l'ancien ouvrier métallurgiste Lula da Silva, exprimant son dégoût devant la perspective que « les plus puissants entrepreneurs du pays soient accueillis au troisième étage du palais du Planalto par un ouvrier barbu, qui parle un portugais plein de fautes et à qui il manque un petit doigt de la main gauche ». Pour l’universitaire Carlos Piovezani, le journal serait instrumentalisé par l’élite économique de façon à « perpétuer l’ordre social profondément inégalitaire qui caractérise l’Amérique latine ».